# Halton Arp
Halton Christian "Chip" Arp (Nova York, 21 de març de 1927 − Múnic, 28 de desembre de 2013) va ser un astrònom nord-americà. Va ser principalment conegut pel seu Atles de galàxies peculiars de 1966, el qual (realitzat posteriorment) va catalogar una gran quantitat d'interaccions i unions de galàxies. Arp també va ser conegut pel fet que fou un crític de la teoria del big-bang i per defensar una cosmologia no standard, incorporant-hi el que es denomina intrinsic redshift.